# Maite Kelly
Maite Kelly de son vrai nom Maite Star Raimond, née le 4 décembre 1979 à Berlin, est une chanteuse, actrice, écrivaine et animatrice irlando-américaine.

## Carrière musicale

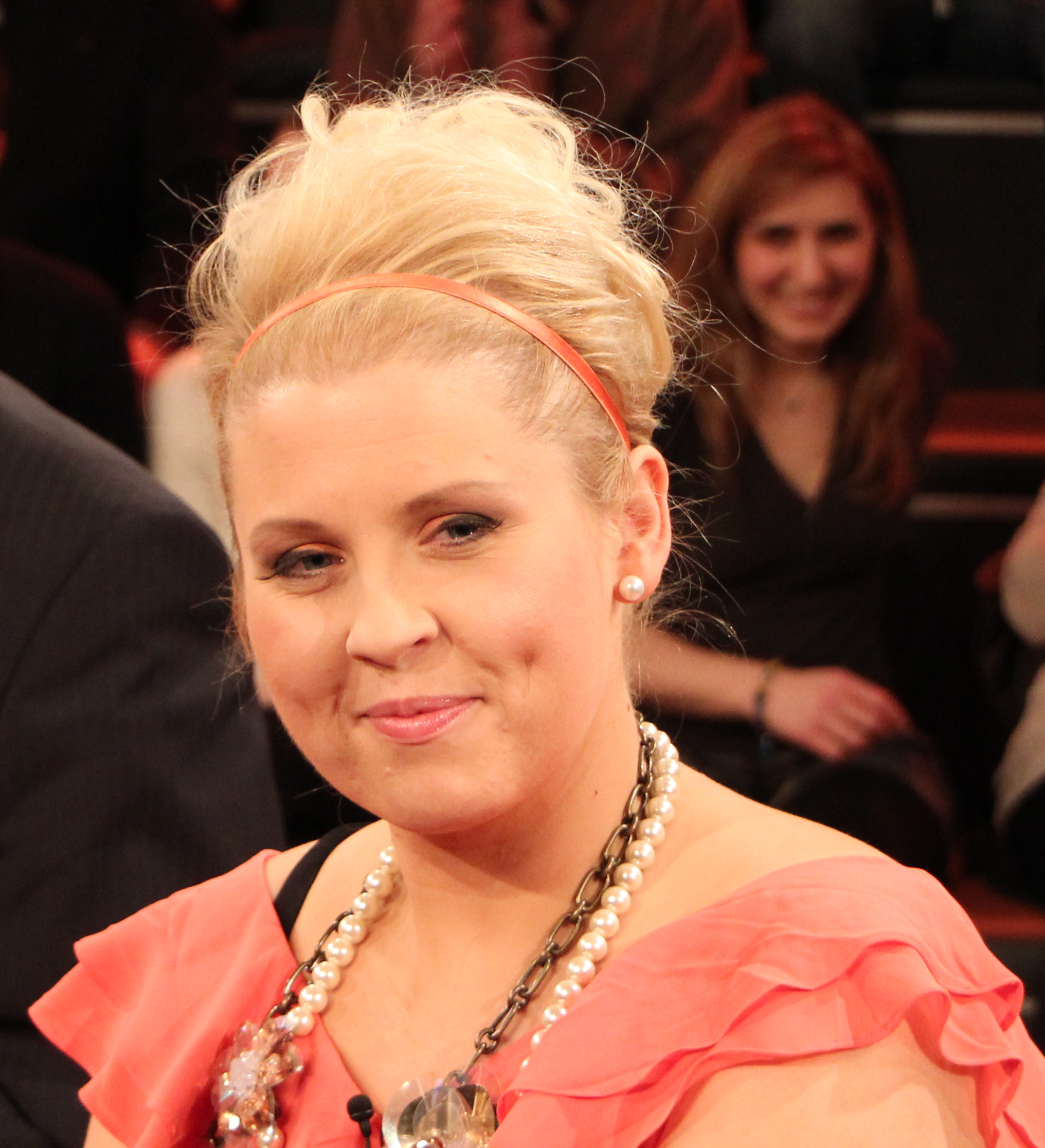
Maite Kelly en 2011.

Maite Kelly est née à Berlin-Ouest en 1979, elle est la fille de Daniel Jerome et Barbara Ann Kelly. Elle fait partie du  groupe musical irlando-américain The Kelly Family, son groupe de musique composé des membres de sa famille. Leur style de musique est du folk,  pop et pop rock. Ses frères et sœurs sont apparus pour la première fois sous le nom de Kelly Kids en 1974 et ils ont voyagé à travers les États-Unis et l'Europe sous le nom de The Kelly Family à partir de 1978 et ont donné de nombreux concerts gratuits dans les lieux publics et les zones piétonnes en tant que musiciens de rue. Bien qu'elle soit née en Allemagne, Kelly a fait ses études aux États-Unis. En 2012, elle a reçu l'Ordre du mérite de l'État de Rhénanie-du-Nord-Westphalie pour «son modèle en tant qu'artiste et citoyenne engagée» et en 2019, elle a reçu un prix de SWR4.m.
Elle chante en anglais et en allemand.

### Autres activités
Elle a  ensuite participé à la version allemande de la comédie musicale Hairspray et a participé à l'émission Let's Dance avec comme partenaire, le danseur Christian Polanc lors de 4e saison où ils seront placés en 1re position. En 2015, Maite Kelly écrit le livre pour enfants Die kleine Hummel Bommel.
En 2021, elle fait partie des membres du jury de l'émission musicale Deutschland sucht den SuperStar aux côtés du musicien allemand Dieter Bohlen, du chanteur allemand Michael Wendler et du chanteur allemand Mike Singer,.

## Vie privée

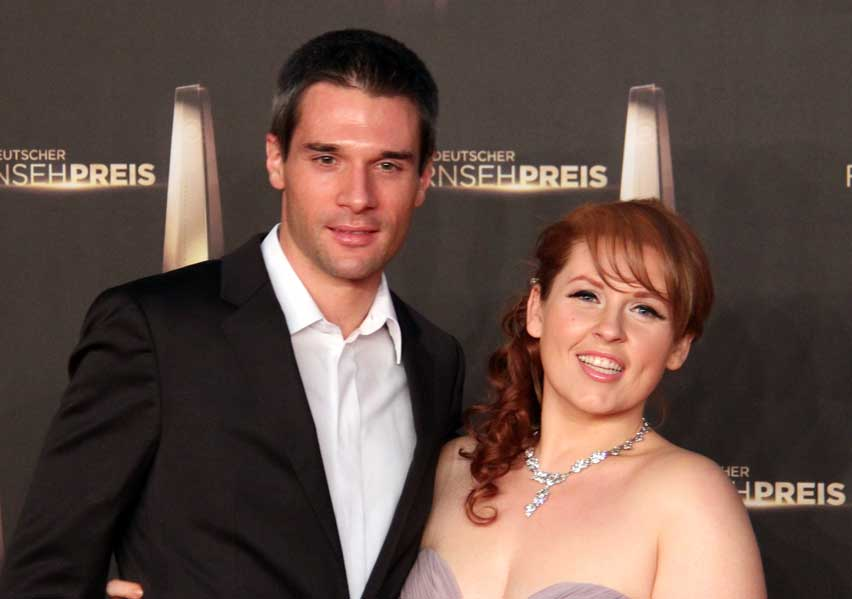
Maite Kelly et son ex-époux, le mannequin Florent Michel Raimond, en 2012.

De 2005 à 2018, elle fut mariée avec le mannequin allemand Florent Michel Raimond avec qui elle a eu trois filles, ils se séparent après 13 ans de mariage. Elle est la sœur cadette du chanteur Michael Patrick Kelly.
- Agnes Theresa Barbara Raimond (née le 30 juin 2006)[7]
- Josephine Katherine Francoise Raimond (née le 22 juin 2008)[8]
- Solène Raimond (née en 2014)[9]

## Discographie

### Albums studios

#### En solo
- 2009 : The Unofficial Album (Columbia)

1. 2 Loud
2. What Can I Say
3. What Have I Done
4. Black Brother
5. Had About Enough
6. Give Me One More Chance
7. In the Arms
8. History
9. If It's All About Dying
10. I Need You

- 2011 : Das volle Programm (Columbia)

1. So wie man tanzt so liebt man
2. Das Einmaleins Der Liebe
3. Ich bin die Frau meines Lebens
4. Und du stehst drauf
5. Panama
6. Mit einer Ukulele
7. Das volle Programm
8. Conga
9. Die Affäre
10. Mutti würd' dich lieben (Jazzband Mix)
11. Niemals wieder nach Paris
12. Wie groß kann Liebe werden
13. Live Your Dreams

#### Avec le groupeThe Kelly Family
- 1994 : Over the Hump (en)

## Filmographie

### Série télévisées
- 2014 : En toute amitié (In aller Freundschaft) de  Christoph Klünker

### Doublage
- 2017 : My Little Pony, le film de Jayson Thiessen

### Cinéma
- 2018 : Wuff – Folge dem Hund (de) de Detlev Buck : Lulu

## Télévision

### Animation
- 2012 : Let's Dance (5e saison), sur RTL : juge
- 2021 : Deutschland sucht den SuperStar (18e saison), sur RTL : juge

### Participation
- 2011 : Let's Dance (4e saison), sur RTL : candidate
- 2021 : I Can See Your Voice (en), sur RTL : candidate

## Bibliographie

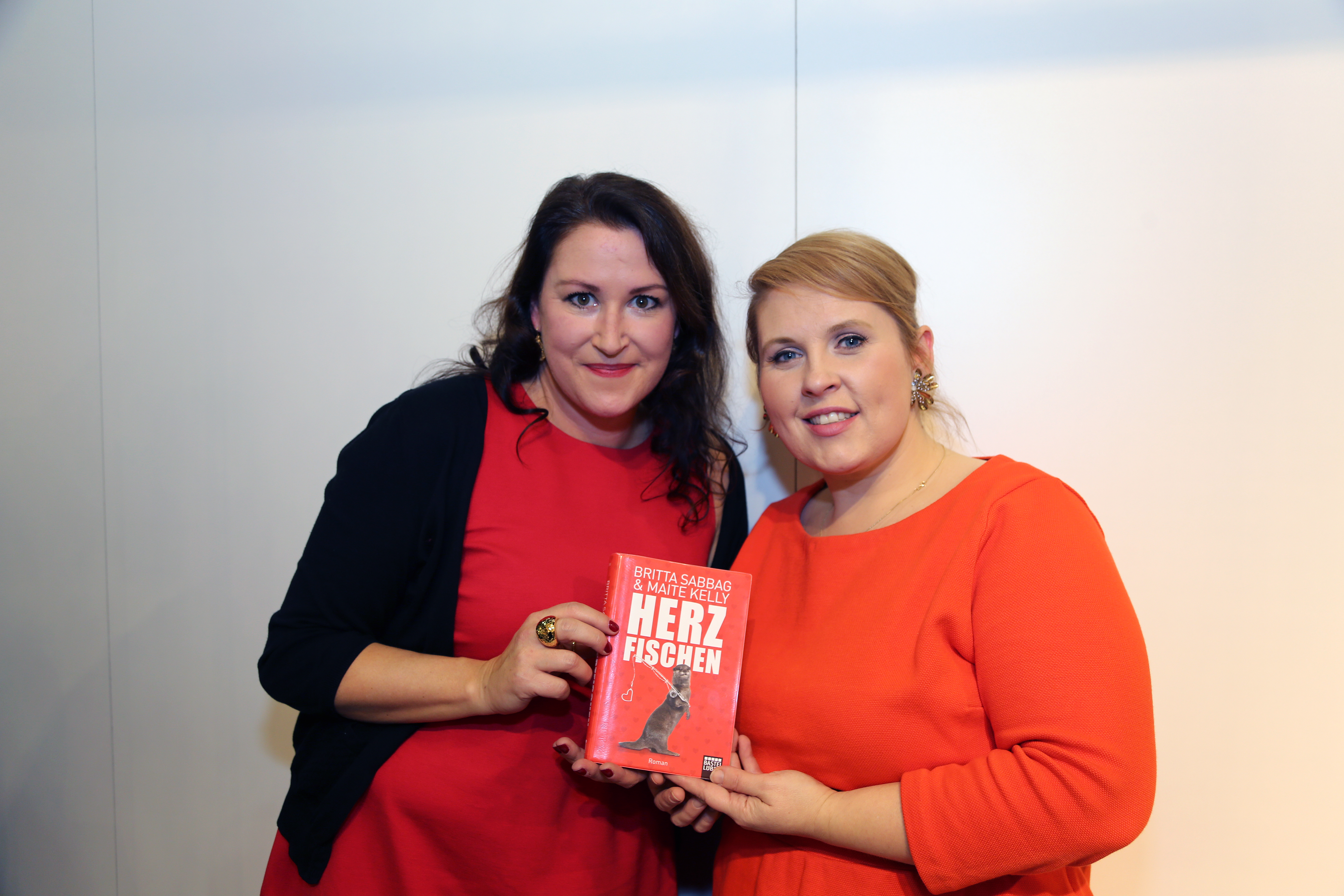
Maite Kelly présentant son livre coécrit avec à Francfort-sur-le-Main en 2015.